# بريدراغ دروبنياك
بريدراغ دروبنياك مواليد 27 أكتوبر 1975 في بييلو بوليي، جمهورية يوغوسلافيا الاشتراكية الاتحادية، هو لاعب كرة سلة مونتينيغري سابق بدأ مسيرته الاحترافية في سنة 1992 حيث تم اختياره من قبل فريق واشنطن ويزاردز خلال الدرافت. مثّل منتخب بلاده. شارك في مسابقة كرة السلة في الألعاب الأولمبية الصيفية. اعتزل اللعب في 2011.

## فرق لعب لها
- سياتل سوبرسونيكس
- لوس أنجلوس كليبرز
- أتلانتا هوكس
- ساسكي باسكونيا
- إيفيس

## إحصائيات المسيرة

### الموسم الاعتيادي
| السنة   | الفريق            | لعب | بدأ | دقيقة | ميداني% | ثلاثية | حرة  | ارتداد | صنع | استلاب | تصدي | نقطة |
| ------- | ----------------- | --- | --- | ----- | ------- | ------ | ---- | ------ | --- | ------ | ---- | ---- |
| 2001–02 | سياتل سوبرسونيكس  | 64  | 12  | 18.3  | .461    | .000   | .753 | 3.4    | .8  | .3     | .5   | 6.8  |
| 2002–03 | سياتل سوبرسونيكس  | 82  | 69  | 24.2  | .412    | .353   | .791 | 3.9    | 1.0 | .6     | .5   | 9.4  |
| 2003–04 | لوس أنجلوس كليبرز | 61  | 14  | 15.6  | .393    | .306   | .849 | 3.2    | .6  | .4     | .4   | 6.3  |
| 2004–05 | أتلانتا هوكس      | 71  | 1   | 20.2  | .438    | .352   | .800 | 3.4    | .7  | .6     | .3   | 8.4  |
| المسيرة |                   | 278 | 96  | 19.9  | .425    | .340   | .799 | 3.5    | .8  | .5     | .4   | 7.9  |

### التصفيات
| السنة   | الفريق           | لعب | بدأ | دقيقة | ميداني% | ثلاثية | حرة  | ارتداد | صنع | استلاب | تصدي | نقطة |
| ------- | ---------------- | --- | --- | ----- | ------- | ------ | ---- | ------ | --- | ------ | ---- | ---- |
| 2002    | سياتل سوبرسونيكس | 3   | 1   | 12.7  | .333    | .000   | .500 | 2.7    | .7  | .3     | .0   | 3.3  |
| المسيرة |                  | 3   | 1   | 12.7  | .333    | .000   | .500 | 2.7    | .7  | .3     | .0   | 3.3  |

## روابط خارجية
- بريدراغ دروبنياك على موقع الدوري الأوروبي لكرة السلة (الإنجليزية)
- بريدراغ دروبنياك على موقع إن بي أي (الإنجليزية)
- بريدراغ دروبنياك على موقع سبورتس رفرنس (الإنجليزية)
- بريدراغ دروبنياك على موقع الدوري الإسباني لكرة السلة (الإسبانية)
- بريدراغ دروبنياك على موقع كرة السلة الأوروبية.كوم (الإنجليزية)
- بريدراغ دروبنياك على موقع ريلجم (الإنجليزية)
- بريدراغ دروبنياك على موقع بروبوليرز (الإنجليزية)
- بريدراغ دروبنياك على موقع سبورتس رفرنس (الإنجليزية)
- بريدراغ دروبنياك على موقع أوليمبيديا (الإنجليزية)